# 羅以旌
羅以旌，字鴻吉，福建福州府閩縣人，明朝政治人物、賜特用進士出身。

## 生平
天啟元年（1621年）中舉人，入復社。崇禎十三年（1640年）中殿試乙榜，十五年賜進士，官貴陽知縣。